# Argosy
Argosy, posteriormente The Argosy y Argosy All-Story Weekly, fue una revista pulp estadounidense que se publicó desde 1882 hasta 1978, editada por Frank Munsey. Está considerada como la primera revista pulp estadounidense. La revista nació como un folleto infantil semanal titulado The Golden Argosy.

## The Golden Argosy
A finales de septiembre de 1882, Frank Munsey se había trasladado a Nueva York con la intención de lanzar Argosy, después de haberse asociado con un amigo de esa ciudad que trabajaba en la industria editorial y con un agente de bolsa de Augusta (Maine). Munsey invirtió la mayor parte de su dinero, alrededor de 500 dólares, en la compra de historias para la revista.
Una vez que estuvo en Nueva York, el agente de bolsa dio marcha atrás y Munsey decidió liberar a su amigo de Nueva York de la asociación, ya que ahora estaban desesperadamente faltos de capital. Entonces Munsey le ofreció la revista a una editorial de Nueva York y logró convencerles para publicarla y que lo contrataran a él como editor.
El primer número se publicó el 2 de diciembre de 1882 (la fecha de portada fue 9 de diciembre de 1882, una práctica habitual por entonces) con una periodicidad semanal; tenía ocho páginas, costó cinco centavos, e incluyó los primeros capítulos de unas historias por entregas de Horatio Alger, Jr. y Edward S. Ellis.

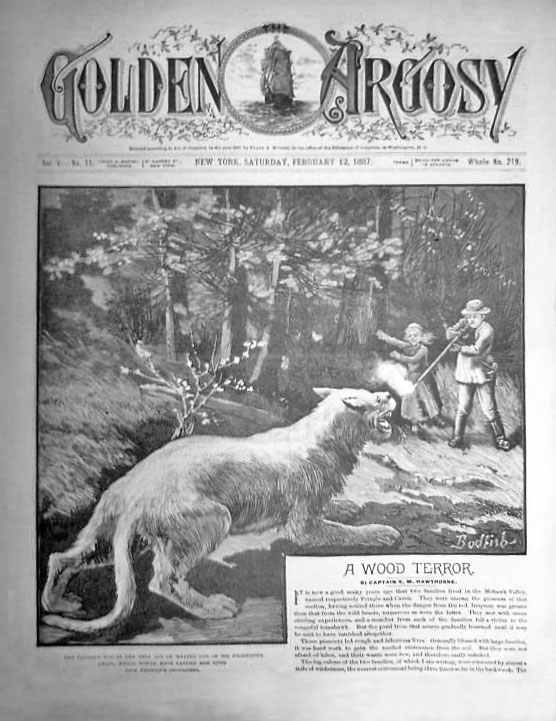
Número de The Golden Argosy de 12 de febrero de 1887.

Entre los autores que colaboraron en los primeros tiempos de la revista se encuentran Annie Ashmoore, W. H. W. Campbell, Harry Castlemon, Frank H. Converse, George H. Coomer, Mary A. Denison, Malcolm Douglas, Colonel A. B. Ellis, J. L. Harbour, D. O. S. Lowell, Oliver Optic, Richard H. Titherington, Edgar L. Warren y Matthew White, Jr. Posteriormente White llegaría a ser editor de Argosy de 1886 a 1928.
Cinco meses después de la publicación del primer número, la editorial se declaró en quiebra y entró en suspensión de pagos. Tras presentar una demanda por el impago de su salario, Munsey logró asumir el control de la revista. Era una apuesta financiera con pocas posibilidades de éxito, ya que se habían vendido suscripciones que debían cumplirse, pero Munsey casi no tenía dinero y era casi imposible conseguir crédito de los impresores y otros proveedores. Munsey pidió prestados 300 dólares a un amigo de Maine y consiguió arreglárselas mientras aprendía los fundamentos de la industria editorial.
Munsey se dio cuenta de que orientar la revista hacia un público infantil había sido un error, pues no había conseguido suscriptores por ningún período de tiempo, ya que surgieron de la lectura de la revista. Además, los niños no tenían mucho dinero para gastar, lo que limitaba el número de anunciantes interesados en llegar a ellos.

## El cambio hacia la ficciónpulp
En diciembre de 1888 la revista pasó a llamarse Argosy. La publicación cambió de semanal a mensual en abril de 1894, momento en el que la revista inició su orientación hacia la ficción pulp. Finalmente publicó su primer número compuesto íntegramente de ficción en 1896. Este número de Argosy dedicado íntegramente a la ficción inició un nuevo género de revistas y se considera el pionero entre las revistas pulp.
La revista cambió de nuevo a una periodicidad semanal en octubre de 1917. En enero de 1919, The Argosy se unió a la Railroad Man's Magazine, y brevemente pasó a llamarse Argosy and Railroad Man's Magazine.
Antes de la Primera Guerra Mundial, The Argosy contaba con varios escritores notables, como Upton Sinclair, Zane Grey, Albert Payson Terhune, Gertrude Barrows Bennett (bajo el seudónomo Francis Stevens) y el antiguo escritor de novelas dime William Wallace Cook.

## The All-Story

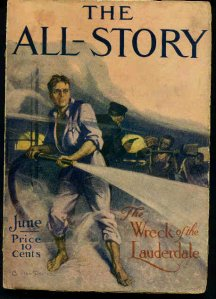
El número de junio de 1912 de The All-Story incluía la quinta parte de las seis que componían Bajo las lunas de Marte, de Edgar Rice Burroughs.

The All-Story Magazine fue otra de las revistas pulp de Munsey. Lanzada en enero de 1905 (la palabra «Magazine» fue eliminada del título en 1908), se publicó mensualmente hasta marzo de 1914. A partir del 7 de marzo de 1914, cambió a una periodicidad semanal y su nombre pasó a ser All-Story Weekly. En mayo de 1914, All-Story Weekly se fusionó con otra pulp histórica, The Cavalier, y pasó a llamarse All-Story Cavalier Weekly durante un año. Entre los editores de All-Story estaban a Newell Metcalf y Robert H. Davis.
The All-Story fue la revista que publicó por primera vez a Edgar Rice Burroughs, comenzando con Bajo las lunas de Marte, una novela por entregas publicada posteriormente en forma de libro como Una princesa de Marte, el primero de su serie marciana; posteriormente la revista publicaría su segunda novela Los dioses de Marte. Entre otros de los escritores de All-Story se encuentran Rex Stout, que después se convertiría en un famoso escritor de misterio, y otra escritora de misterio, Mary Roberts Rinehart, así como los escritores de wésterns Max Brand y Raymond S. Spears, o escritores de terror y fantasía como Tod Robbins, Abraham Merritt, Perley Poore Sheehan y Charles B. Stilson.
En 2006, una copia de la edición de octubre de 1912 de All-Story Magazine, con la primera aparición del personaje de Tarzán en cualquier medio, se vendió por 59 750 dólares en una subasta celebrada por Heritage Auctions en Dallas.

## Argosy All-Story Weekly

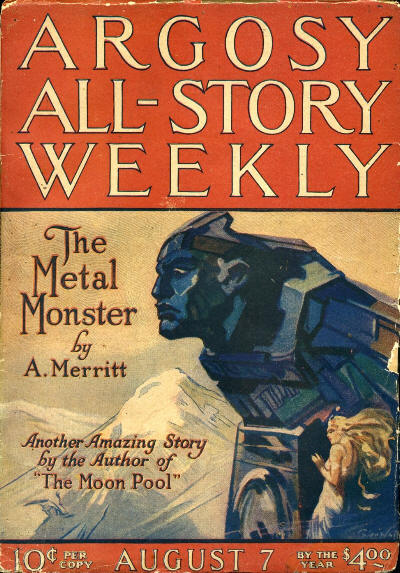
Portada de Argosy All-Story Weekly del 7 de agosto de 1920 con el relato The Metal Monster, de A. Merritt.

En 1920, All-Story Weekly se fusionó con The Argosy, pasando a llamarse Argosy All-Story Weekly, que publicó obras de varios géneros literarios, como ciencia ficción y wésterns. Edgar Rice Burroughs publicó algunas de sus historias de Tarzán y John Carter de Marte en la revista; otros escritores de ciencia ficción publicados fueron Ralph Milne Farley, Ray Cummings, Otis Adelbert Kline o A. Merritt.
En 1922 Argosy desaprovechó la oportunidad de lanzar la carrera de E. E. «doc» Smith. Bob Davis, por entonces editor de la revista, rechazó el manuscrito de The Skylark of Space indicándole a Smith que personalmente le gustaba la novela, pero que estaba «demasiado lejos» para sus lectores. Esta «alentadora carta de rechazo» animó a Smith a seguir intentando su publicación, que finalmente apareció en Amazing Stories.
Argosy publicó una serie de historias de aventuras de Johnston McCulley (incluidas las historias de El Zorro), C. S. Forester (aventuras en el mar), Theodore Roscoe (historias de la Legión Extranjera Francesa), L. Patrick Greene (especialista en narrativa sobre África), o las historias de George F. Worts sobre Peter the Brazen, un operador de radio estadounidense que tiene aventuras en China. H. Bedford-Jones escribió una serie de narraciones históricas de espadachines para Argosy sobre un soldado irlandés, Denis Burke. Borden Chase apareció en la revista con relatos policíacos. También se publicaron dos series cómicas de misterio y aventura de Lester Dent. Otras historias de misterio más serias llevaban las firmas de autores como Cornell Woolrich, Norbert Davis o Fred MacIsaac.
Max Brand, Clarence E. Mulford, Walt Coburn, Charles Alden Seltzer y Tom Curry escribieron relatos de wéstern para la revista. Otros autores de su etapa inicial incluyen a Ellis Parker Butler, Hugh Pendexter, Robert E. Howard, Gordon MacCreagh y Harry Stephen Keeler el personaje de Brand, Dr. Kildare, apareció por primera vez en 1938.
Las portadas de Argosy fueron obra de varios ilustradores conocidos de la revista, como Edgar Franklin Wittmack, Modest Stein y Robert A. Graef.
En noviembre de 1941 la revista pasó a publicarse quincenalmente, y en julio de 1942 mensualmente. El cambio más significativo se produjo en septiembre de 1943, cuando la revista no solo cambió de pulp a formato slick, un papel grueso de calidad, sino que además comenzó a alejarse de su contenido de ficción. Durante los años siguientes, el contenido de ficción se hizo menor (aunque todavía con escritores ocasionales de relatos cortos de categoría, como P. G. Wodehouse) y aumentó el material de «revista masculina».
Durante la mayor parte de la vida útil de la publicación, Argosy nunca fue de «enorme éxito», pero a finales de los años 1940 y los años 1950 experimentó un alza significativa en sus ventas cuando comenzó a publicarse una nueva sección de crimen real, The Court of Last Resort (El tribunal del último recurso). El escritor y abogado Erle Stanley Gardner (que más tarde crearía el personaje Perry Mason) solicitó la colaboración de la policía, detectives privados y otros expertos profesionales para examinar los casos de decenas de convictos que mantuvieron su inocencia mucho tiempo después de que sus apelaciones se agotaran. Esta popular sección apareció en Argosy a partir de septiembre de 1948 y se mantuvo hasta octubre de 1958 y fue adaptada para la televisión como una serie de 26 episodios por la NBC.
Por los años 1970, era lo bastante subida de tono como para ser considerada una revista masculina de porno blando. El último número de la revista original fue publicado en noviembre de 1978.

## Nuevas ediciones
La revista fue editada de nuevo entre 1990 a 1994; solo salieron cinco números publicados esporádicamente durante ese tiempo. Una nueva edición trimestral se inició en 2004, que se interrumpió brevemente antes de resurgir en 2005 como Argosy Quarterly, editada por James A. Owen. El objetivo de esta edición estaba orientado hacia la ficción original; solo se publicó en 2006. A partir de diciembre de 2013, Argosy se ha publicado de nuevo solo en formato digital, con temática de ficción pulp de escritores modernos y reediciones de títulos antiguos.